# Glinena tablica
Glinéna táblica (tudi glínasta plôščica) akadsko ṭuppu(m) 𒁾:415je bila v antičnem Bližnjem vzhodu ena prvih materialnih osnov knjig in sredstev za zapisovanje, še posebej za pisanje v klinopisu. Uporabljale so se v bronasti in tudi v železni dobi.